# Más allá de la trayectoria
Más allá de la Trayectoria es una reedición del primer concierto en video de la cantante mexicana Gloria Trevi. Inicialmente fue lanzado en la edición estándar de La Trayectoria publicada en junio de 2006 junto a un CD de audio con los mismos temas. El DVD fue publicado el 20 de marzo de 2007 en México y Estados Unidos a través de Univision Records; incluye catorce musicales en directo presentados por la cantante, además de los videos promocionales de Todos me Miran y Estrella de la Mañana. Técnicamente presenta mejor calidad en audio y video que la edición previamente publicada. Vendió cerca de 200,000 copias y fue certificado disco de oro en EUA y México con 50,000 copias por DVD.

## Lista de canciones
| En Concierto |                                      |                           |          |  |
| N.º          | Título                               | Escritor(es)              | Duración |  |
| 1.           | « Dr. Psiquiatra (En Vivo)»          | Gloria Treviño            | 3:38     |  |
| 2.           | «La Pasabas Bien Conmigo (En Vivo)»  | Oscar Mancilla            | 1:30     |  |
| 3.           | «Zapatos Viejos (En Vivo)»           | Mancilla                  | 7:36     |  |
| 4.           | «¿Qué Voy A Hacer Sin Él? (En Vivo)» | Treviño                   | 3:36     |  |
| 5.           | «Si Me Llevas Contigo (En Vivo)»     | Treviño                   | 3:29     |  |
| 6.           | «Me Siento Tan Sola (En Vivo)»       | Treviño                   | 3:29     |  |
| 7.           | «Hoy Me Iré De Casa (En Vivo)»       | Treviño                   | 4:28     |  |
| 8.           | «El Recuento De Los Daños (En Vivo)» | Treviño                   | 3:57     |  |
| 9.           | «A La Madre (En Vivo)»               | Mary Morín, Armando Arcos | 1:26     |  |
| 10.          | «Nieve De Mamey (En Vivo)»           | Treviño                   | 2:50     |  |
| 11.          | «Los Borregos (En Vivo)»             | Treviño                   | 2:26     |  |
| 12.          | «En Medio De La Tempestad (En Vivo)» | Treviño                   | 3:51     |  |
| 13.          | «Pelo Suelto (En Vivo)»              | Morín                     | 7:34     |  |
| 14.          | «La Papa Sin Cátsup (En Vivo)»       | César Lazcano             | 4:33     |  |

| Videos Promocionales |                         |          |  |
| N.º                  | Título                  | Duración |  |
| 1.                   | «Todos Me Miran»        | 3:28     |  |
| 2.                   | «Estrella De La Mañana» | 3:31     |  |

## Créditos
- Dirección: Antonio Acevedo.
- Diseño y Maquillaje: Eduardo Arias.
- Arreglos, Producción, Instrumentación, Grabación y Mezcla: Armando Ávila.
- Ingeniero de Mezcla: Gustavo Borner.
- Dirección de Cuerdas: Michkin Boyzo
- Vestuario: Ed Coriano.
- Productor Ejecutivo: Alfonso González.
- Ingeniero: Leonardo Daniel González.
- Diseño Gráfico: Karla Kazorian.
- Producción de Voz y Coros: Carlos Lara.
- Director Vocal: Güido Laris.
- Arreglista: Iván Machorro.
- Sección de Cuerdas: Lev Migachoff.
- Ingeniero: Gustavo Alphonso Miranda.
- Ingeniero de Grabación y Mezcla: Salvador Tercero.
- Coros: Gibby Tyler.